# Christian Clark
Christian Clark, é um ator australiano melhor conhecido por interpretar Will Griggs na série australiana Neighbours e a Penn Graham em Home and Away.

## Biografia
Christian se graduou em Screenwise, Austrália, em direção de filme e televisão na "School for Actors" em Sydney. Clark é um ex-produtor e modelo.

## Carreira
De 2006 à 2007 interpretou a Sebastian "Will Griggs" Barnes na exitosa série australiana Neighbours. Sebastian é o irmão adotivo de Oliver Barnes. Também apareceu no filme de ação e horror Gabriel, protagonizada pelo ator Andy Whitfield.
Em 2008 apareceu nos filmes False Witness e no de suspense The Gates of Hell, onde interpretou a Dylan.
No 2009 apareceu como ator convidado na série Rescue Special Ops onde interpretou ao padrinho Jason, nesse mesmo ano apareceu nos filmes Smuggler, Crush e em Prey junto a Christopher Egan.
No 2010 uniu-se ao elenco da aclamada série australiana Home and Away, onde interpretou ao misterioso Penn Graham, este personagem apareceu por última vez em novembro do mesmo ano, após que seu corpo fosse encontrado sem vida à orla do mar por John Palmer. O 7 de fevereiro de 2011 apareceu num flashback, que mostrava a sequência dos acontecimentos que levaram até a morte de Penn.
Nesse mesmo ano apareceu nos filmes de fantasia e romance Dying Ice e no de terror $quid: The Movie onde interpretou a Travis e James Dean.
No 2013 apareceu como convidado na série Mr & Mrs Murder onde interpretou a Stephen Lowe no décimo episódio da primeira temporada. Nesse mesmo ano aparecerá no filme Nerve onde interpretará a Jakob Evans .

## Filmografia
- Séries.:

| Ano         | Série              | Personagem                     | Notas                   |
| ----------- | ------------------ | ------------------------------ | ----------------------- |
| 2013        | Mr & Mrs Murder    | Stephen Lowe                   | episódio "Little Boxes" |
| 2010, 2011  | Home and Away      | Penn Graham                    | 53 episódios            |
| 2009        | Rescue Special Ops | Jason                          | episódio #1.11          |
| 2006 - 2007 | Neighbours         | Sebastian "Will Griggs" Barnes | 32 episódios            |

- Filmes.:

| Ano  | Título                           | Personagem         | Notas                                                                          |
| ---- | -------------------------------- | ------------------ | ------------------------------------------------------------------------------ |
| 2014 | $quid: The Movie                 | Travis             | junto a Josh Lawson, Henry Nixon e Ed Kavalee                                  |
| 2013 | Border Protection Squad          | Jason              | junto a Josh Lawson, Lachy Hulme, Ash Williams, Amber Clayton e Amy Ruffle     |
| 2013 | Nerve                            | Jakob Evans        | junto a Craig Hall, Gary Sweet, Silvia Colloca, Denise Roberts e Georgina Haig |
| 2012 | Scumbus                          | Bernie Sutherland  | junto a Henry Nixon, Lachy Hulme e Samantha Tolj                               |
| 2012 | Any Questions to Ben?            | Andy               | junto a Josh Lawson, Rachael Taylor, Jodi Gordon e Daniel Henshall             |
| 2011 | Venger                           | Anthony McCullough | curto - junto a Henry Nixon, Bren Foster e James Caitlin                       |
| 2010 | Dying Ice                        | Amon               | curto - junto a Henry Nixon, Denise Roberts e Ray Anthony                      |
| 2010 | Happy Endings                    | Dave               | junto a Samantha Tolj                                                          |
| 2009 | Dreamtime's Over (alias: "Prey") | Jason              | junto a Natalie Bassingthwaighte                                               |
| 2009 | Crush                            | Wesley             | junto a Christopher Egan, Gemma Pranita e Emma Lung                            |
| 2008 | False Witness                    | Goleiro            | -                                                                              |
| 2009 | Smuggler                         | Ben                | -                                                                              |
| 2008 | The Gates of Hell                | Dylan              | junto a Michael Piccirilli, Emma Lung e Samantha Nobre                         |
| 2007 | Gabriel                          | Sejam              | -                                                                              |

- Produtor.:

| Ano  | Filme            | Notas                                     |
| ---- | ---------------- | ----------------------------------------- |
| 2011 | Scumbus          | produtor e primeiro assistente de diretor |
| 2011 | $quid: The Movie | co-produtor                               |

- Aparecimentos.:

| Ano  | Canção            | Artista        | Notas            |
| ---- | ----------------- | -------------- | ---------------- |
| 2003 | On The Borderline | Bec Cartwright | aparece no video |